# Кірстен Влігейс
Кірстен Влігейс (нід. Kirsten Vlieghuis, 17 травня 1976) — нідерландська плавчиня.
Призерка Олімпійських Ігор 1996 року, учасниця 2000 року.
Призерка Чемпіонату світу з водних видів спорту 1998 року.
Призерка Чемпіонату Європи з водних видів спорту 1995, 1999, 2000 років.